# Norops polyrhachis
Norops polyrhachis är en ödleart som beskrevs av  Smith 1968. Norops polyrhachis ingår i släktet Norops och familjen Polychrotidae. IUCN kategoriserar arten globalt som otillräckligt studerad. Inga underarter finns listade i Catalogue of Life.